# Franz Senn

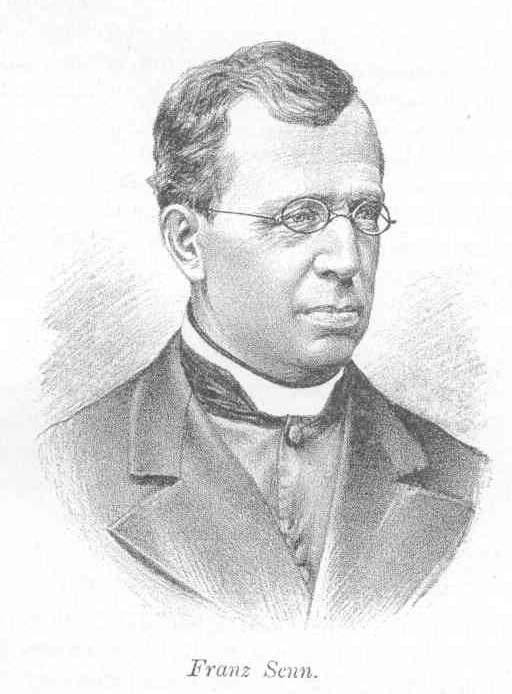

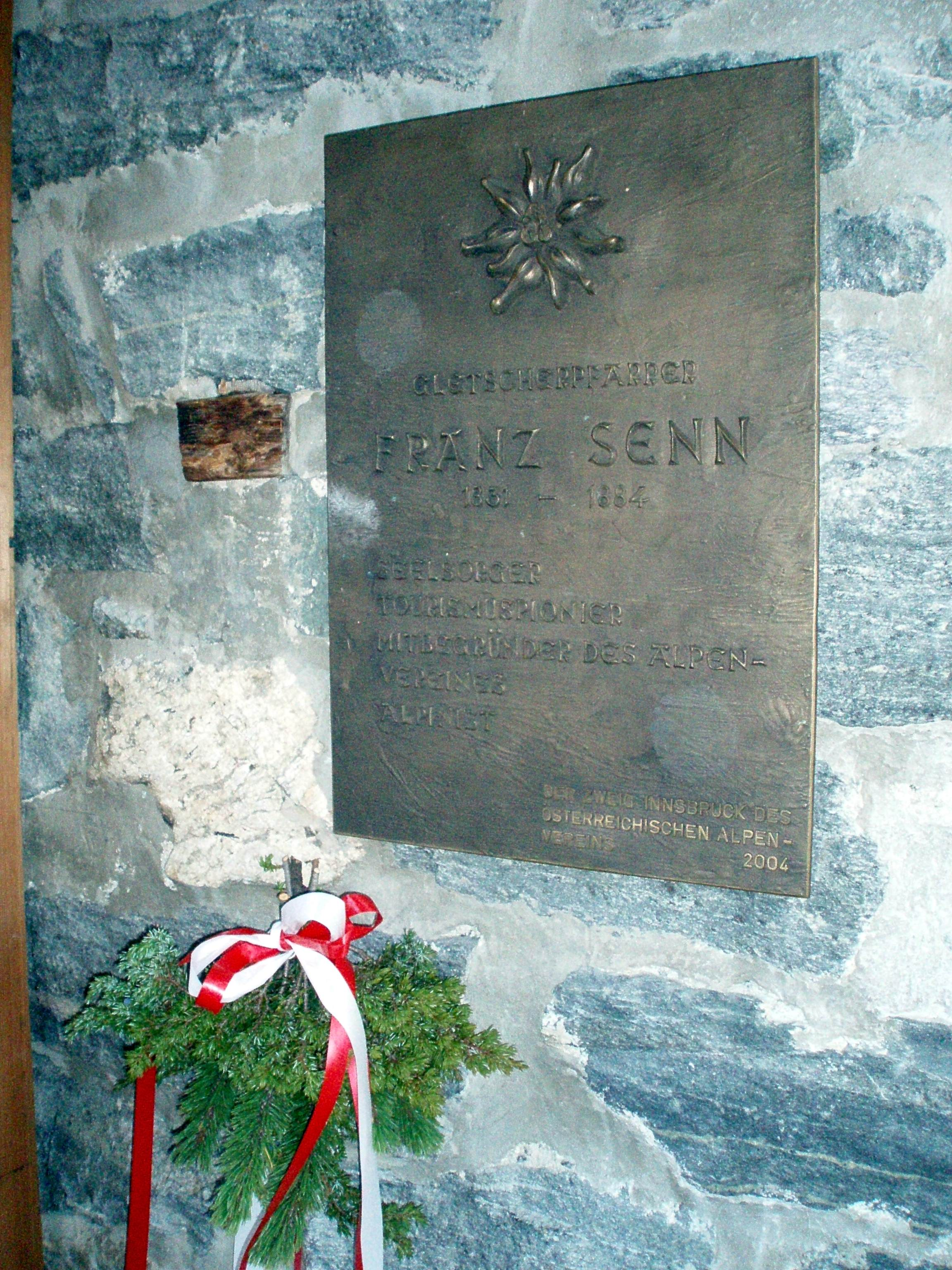
Gedenktafel für Franz Senn an der gleichnamigen Berghütte

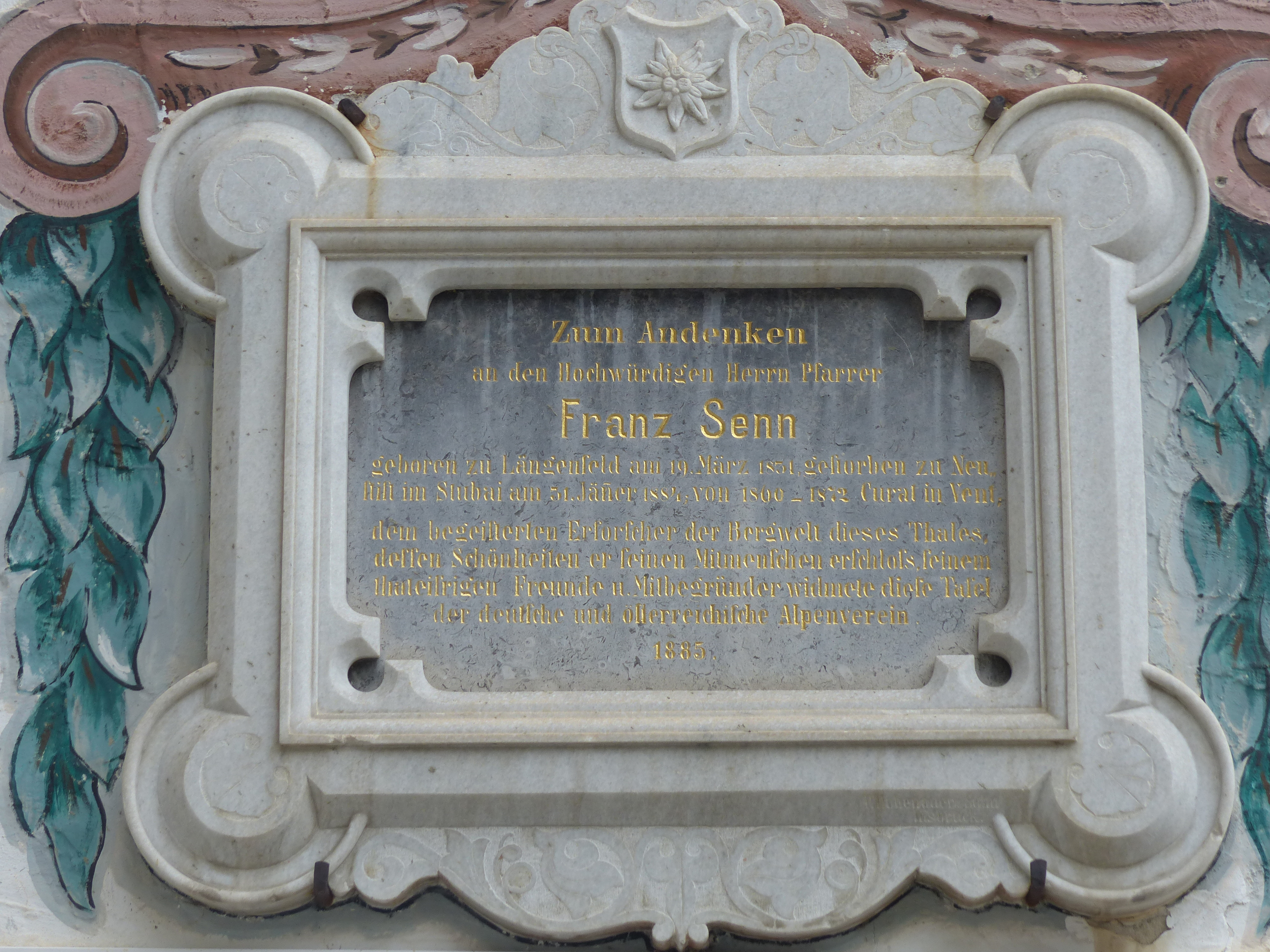
Gedenktafel für Franz Senn am Hotel Kleon in Vent

Franz Senn (* 19. März 1831 in Unterlängenfeld; † 31. Jänner 1884 in Neustift im Stubaital) war ein österreichischer Priester und Alpinist. Er war 1869 einer der Begründer des Deutschen Alpenvereins und wird auch der Gletscherpfarrer genannt.

## Leben
Franz Senn, einer Ötztaler Bauernfamilie entstammend, studierte nach dem Besuch des Jesuitengymnasiums in Innsbruck (bis 1851) zunächst vier Semester Philosophie in Innsbruck und München, danach Theologie am Priesterseminar in Brixen. 1856 empfing er die Priesterweihe. Seine Wirkungsstätten waren nach Jahren als Kooperator in Zams, Serfaus und Landeck von 1860 an das von Gletschern umgebene Vent im Ötztal, welches er touristisch erschloss. Dabei gelangen ihm, zusammen mit dem Bergführer Cyprian Granbichler und anderen, mehrere Erstbesteigungen wie auf die Finailspitze, die Vernagtspitze sowie die Kreuzspitze. Von 1872 bis 1881 wirkte Senn in Nauders und anschließend in Neustift im Stubaital, wo er am 31. Januar 1884 starb und wo noch heute ein Gedenkstein die Stelle seines Grabes kennzeichnet.
Als Franz Senn 1860 als Kurat und Provisor die Kuratie St. Jakob in Vent übernahm, erkannte er bald, dass der Lebensstandard der Bevölkerung nur durch Förderung des Tourismus angehoben werden konnte. Seine Idee war es, Wege und Steige anzulegen und Schutzhütten zu errichten, in einer Zeit, als es noch kaum Karten von diesem weitläufigen Gletschergebiet gab. Um die Bergwelt von Vent bekannter zu machen, gab Senn ein Panorama vom Gipfel der Kreuzspitze in Auftrag, zunächst 1868 beim Landschaftsmaler Karl Brizzi und aufgrund eines in Augen Senns ungenügenden Ergebnisses im Folgejahr nochmals bei  Carl Jordan und Georg Engelhardt.
1869 gründete Senn in München gemeinsam mit Gleichgesinnten den  Deutschen Alpenverein;  dies geschah auch, weil man mit der eher wissenschaftlichen Ausrichtung des 1862 in Wien gegründeten Österreichischen Alpenvereins unzufrieden war. Im Jahr 1883 verschlechterte sich seine Tuberkuloseerkrankung, sodass er nach Meran auf Erholung fuhr. Er erholte sich jedoch nicht mehr und starb am 31. Jänner 1884.
Senn wird bisweilen als Begründer des Fremdenverkehrs in Tirol angesehen. Sein Geburtshaus, in dem er am 19. März 1831 in Unterlängenfeld geboren wurde, ist noch heutzutage im Ötztal von außen zu besichtigen. Franz Senn war weiterhin Mitglied der KDStV Aenania München im CV.

## Ehrungen
In Längenfeld, Vent, Nauders und Neustift im Stubaital gibt es Denkmäler und Erinnerungstafeln für Senn. Der Sennkogel (3398 m ü. A.) im Kreuzkamm der Ötztaler Alpen und die Franz-Senn-Hütte im Oberbergtal wurden nach ihm benannt. Der Franz-Senn-Weg in Vent ist ebenfalls nach ihm benannt.